# Dojo kun
Dojo kun (道場訓, Dōjō kun) é o conjunto de regras a ser seguido pelos praticantes de caratê. É inspirado no Bushido. Diz-se que foi compilado forma atual por Kanga Sakukawa, aproximadamente em 1750 e seriam obra original do monge budista Bodhidharma, ainda na Índia, antigamente eram mais de 20 regras, mas um sensei conseguiu resumir apenas em cinco, para os ocidentais também as poderem aprender.
São normalmente recitados no começo e no fim das aulas de karatê no dojo (local de treinamento). Sendo que o escopo é reforçar na mente dos praticantes a ideia de que a arte marcial é antes de tudo um instrumento de aperfeiçoamento pessoal, um modelo (de perseverança e temperança) que se deve levar para a vida cotidiana. Estes preceitos representam os ideais filosóficos do caratê e são atribuídos a um grande mestre da arte do século XVIII, chamado Tode Sakugawa.

- 一、人格完成に努むること

HITOTSU! JINKAKU KANSEI NI TSUTOMURU KOTO!
Primeiramente, Esforçar-se para a formação do caráter!
Significa que deve-se esforçar-se para sempre ter um bom caráter, seguindo sempre as leis, sendo respeitoso e tudo o que envolva o bom caráter
- 一、誠の道を守ること

HITOTSU! MAKOTO NO MICHI O MAMORU KOTO!
Primeiramente, esforçar-se para manter-se no verdadeiro caminho da razão!
Significa que sempre deve ter em si a valorização da honestidade, sempre sendo verdadeiro e sempre se guiando pela razão e não pela emoção 
- 一、努力の精神を養うこと

HITOTSU! DORYOKU NO SEISHIN O YASHINAU KOTO!
Primeiramente, Criar o intuito do esforço
Significa que sempre deve-se ter a intenção de se esforçar sempre ao máximo pelos seus objetivos
- 一、礼儀を重んずること

HITOTSU! REIGI O OMONZURU KOTO!
Primeiramente, Respeito acima de tudo
Significa que sempre deve-se respeitar a todos, pais, filhos, amigos, patrão, subordinado, independente do cargo e/ou de quem seja
- 一、血気の勇を戒むること

HITOTSU! KEKKI NO YU O IMASHIMURU KOTO!
Primeiramente, Conter o espírito de agressão
Significa que sempre deve- manter calmo e não usar o conhecimento em artes marciais contra os outros, sabendo eles ou não alguma arte marcial, alguma forma de se defender, sendo que tal conhecimento só deve ser usado em autodefesa e/ou defesa de alguém injustiçado

Em japonês, o Dojo Kun sempre começa com a palavra Hitotsu (primeiramente), pois, para o pai do karate, todos os preceitos são importantes e devem ser exercidos igualmente.